# Burnt Fen
Burnt Fen är en sumpmark i Storbritannien.   Den ligger i riksdelen England, i den sydöstra delen av landet, 110 km norr om huvudstaden London.